# 藏北梅花草
藏北梅花草（学名：Parnassia filchneri）为卫矛科梅花草属下的一个种。

## 扩展阅读
- 維基物種上的相關：藏北梅花草